# Frœningen
Frœningen é uma comuna francesa na região administrativa de Grande Leste, no departamento Alto Reno. Estende-se por uma área de 4,45 km². Em 2010 a comuna tinha 779 habitantes (densidade: 175,1 hab./km²).